# محمد السويدي (لاعب كرة قدم قطري)
محمد دهام لاعب كرة قدم قطري سابق . لعب لنادي العربي القطري. ومثل المنتخب الوطني في كاس الخليج 1986 في البحرين وبطولة 1988 في المملكة العربية السعودية.ويعمل دهام حاليا كمراسل قي قناة الدوري والكاس .

## روابط خارجية
- محمد دهام - Mohammed Daham . كورة
- الاندية القطرية
- mundial11